# Студеницька волость (Ізюмський повіт)
Студеницька волость — адміністративно-територіальна одиниця Ізюмського повіту Харківської губернії з центром у слободі Студенок.
Станом на 1885 рік складалася з 3 поселень, 3 сільських громад. Населення — 2313 осіб (1209 чоловічої статі та 1104 — жіночої), 404 дворових господарств.
|                     | Площа, десятин | У тому числі орної, дес. |
| ------------------- | -------------- | ------------------------ |
| Сільських громад    | 2196           | 1416                     |
| Приватної власності | 13227          | 1917                     |
| Іншої власності     | 33             | 33                       |
| Загалом             | 15456          | 3366                     |

Основні поселення волості:
- Студенок — колишня власницька слобода при річці Сіверський Донець за 25 верст від повітового міста, 1089 осіб, 196 дворів, православна церква. За 7 верст — цегельний завод. За 8 верст — лісопильний і смолокурний заводи.
- Ярова — колишнє власницьке село, 761 особа, 156 дворів.